# 谢康 (东晋)
谢康（？—？），字超度，陈郡阳夏人，谢奕的幼子，谢寄奴、谢探远、谢渊、谢攸、谢靖、谢豁、谢玄、谢道韫、谢道荣、谢道粲、谢道辉的幼弟。
谢康堂叔谢尚没有儿子，因此谢奕将谢康过继给谢尚，承袭咸亭侯，但谢康也很早去世，没有儿子。谢康的哥哥谢靖将儿子谢肃过继给谢康，承袭咸亭侯。